# Turrican Soundtrack
Turrican Soundtrack è un album registrato in studio di Chris Hülsbeck, colonna sonora della saga di Turrican, videogioco per diversi sistemi degli anni '90. La maggior parte delle tracce è tratta da Turrican 3, più alcune dai primi due capitoli. I brani sono stati eseguiti con un expander MIDI, ma gli originari campioni a 8 bit delle versioni Amiga sono stati rimpiazzati da altri di maggior qualità a 16 bit.
Nel 2013 uscì una nuova versione del CD, Turrican Soundtrack Anthology, sempre ad opera di Hülsbeck.

## Tracce
1. Opening – 1:22
2. Prologue – 1:57
3. Main Title – 3:18
4. Techno Dungeon – 4:49
5. The Desert Rocks – 3:58
6. The Great Bath – 2:57
7. Walker Factory – 5:15
8. The Hero – 4:34
9. Bionic Action – 4:21
10. Air Combat – 4:54
11. Climb to Survive – 4:03
12. Transfer to the Battlefield – 6:38
13. The Machine – 1:26
14. Countdown – 1:17
15. Freedom – 3:44
16. Turrican Medley – 15:37